# La via della gloria
La via della gloria (The Way Ahead) è un film del 1944 diretto da Carol Reed. La pellicola debuttò in Gran Bretagna il 6 giugno 1944, il giorno del D-Day.

## Trama
Lo scoppio della seconda guerra mondiale porta molti uomini ad arruolarsi, così che possano imparare a combattere per il proprio paese. All'inizio, questo gruppo di persone proveniente da ogni classe sociale, obietta per il modo in cui vengono trattati ed addestrati dal loro sergente, tuttavia impareranno ad apprezzare i suoi modi e a battersi con abilità ed orgoglio. Al termine dell'addestramento verranno mandati sulle coste dell'Africa per combattere contro i tedeschi.